# Mayul
Mayul o Maggú (en árabe: مجو‎, en lenguas bereberes: ⵎⴰⵊⵊⵓ, en francés: Majjou) es una localidad marroquí perteneciente al municipio de Aít Mansor, en la región de Tánger-Tetuán-Alhucemas. Desde 1912 hasta 1956 perteneció a la zona norte del Protectorado español de Marruecos.